# Idées blanches
Albums de Vianney
Vianney
(2016)
Singles
1. Je te déteste
Sortie : 30 avril 2014
2. Pas là
Sortie : 25 juillet 2014
3. Veronica
Sortie : mai 2015
4. Les gens sont méchants
Sortie : 30 octobre 2015
5. On est bien comme ça
Sortie : 9 décembre 2015

Idées blanches est le premier album studio de Vianney, sorti le 20 octobre 2014.

## Genèse
Durant ses études à l'ESG Management School, Vianney rencontre celle qui devient sa manageuse et qui l'encourage à faire connaître ses chansons. Elle lui présente Antoine Essertier, chez qui il enregistre l'album durant l'été 2013, à Ferrières-sur-Sichon, dans l'Allier.
Vianney signe en février 2014 avec le label Tôt ou tard, et sort en avril son premier single, Je te déteste, dont le clip est réalisé par Nicolas Davenel. Un second single, Pas là, sort en juillet. L'album sort quant à lui le 20 octobre 2014.

## Caractéristiques de l'album

### Sujets
Le thème majeur de l'album est l'amour, qu'il soit heureux ou déçu. Vianney décrit son album comme l'expression de l'« optimisme », qu'il dit le caractériser, ce qui justifie selon lui le titre,
La chanson Notre-Dame des Oiseaux fait allusion au collège où Vianney a effectué sa scolarité, rue Michel Ange, dans le XVIe arrondissement de Paris. Veronica est un hommage à la chanteuse suédoise Veronica Maggio.

## Accueil

### Accueil critique
L'accueil critique de l'album est globalement mitigé.[réf. nécessaire]

## Liste de titres
Toutes les chansons sont écrites et composées par Vianney Bureau.
| 1.    | Aux débutants de l'amour | 2:45 |
| 2.    | Tu le sais               | 3:24 |
| 3.    | Pas là                   | 3:51 |
| 4.    | On est bien comme ça     | 2:50 |
| 5.    | Chanson d'hiver          | 3:24 |
| 6.    | Je te déteste            | 3:58 |
| 7.    | Labello                  | 2:58 |
| 8.    | Veronica                 | 2:59 |
| 9.    | Les gens sont méchants   | 3:06 |
| 10.   | Notre-Dame des Oiseaux   | 3:40 |
| 11.   | Tout seul                | 3:47 |
| 12.   | Mon étoile               | 3:37 |
| 45:19 |                          |      |

## Classements
| Classement (2015-17)         | Meilleure position |
| ---------------------------- | ------------------ |
| Belgique (Wallonie Ultratop) | 29                 |
| France (SNEP)                | 31                 |
| Suisse (Schweizer Hitparade) | 91                 |

## Certifications
| Pays   | Certfications |
| ------ | ------------- |
| France | 2 × Platine   |